# Karl Lakowitsch
Karl Lakowitsch (* 5. Februar 1897 in Wien; † 2. Februar 1975 in Wien) war ein österreichischer Schustermeister und Politiker (ÖVP).
Lakowitsch war Wiener Landtagsabgeordneter und Mitglied des Gemeinderats, Abgeordneter zum Nationalrat und Bundesrat sowie Amtsführender Stadtrat und Landeshauptmann-Stellvertreter von Wien.
Er übte leitende Funktionen in der Wirtschaftskammer Wien, in der Wirtschaftskammer Österreich sowie im gewerblichen Genossenschaftswesen als Vorstandsobmann und späterer Präsident des Verbandsausschusses des Österreichischen Genossenschaftsverbandes (ÖGV) sowie als Vorstand und später Präsident des Aufsichtsrates der Österreichischen Zentralgenossenschaft (ÖVAG) aus.
Nach seinem Tod wurde Karl Lakowitsch auf dem Wiener Zentralfriedhof in einem Ehrengrab (Gruppe 14C, Nr. 32) bestattet.

## Ausbildung und Beruf
Karl Lakowitsch besuchte die Volksschule in Wien und legte 1915 die Matura an einer Realschule ab. Er studierte ein Jahr Chemie an der Technischen Hochschule Wien und absolvierte zwischen 1919 und 1922 eine Lehre als Schuhmacher. 1929 legte er die Meisterprüfung als Orthopädischer Schuhmacher ab und übernahm in der Folge den elterlichen Betrieb, der sich mit der Herstellung orthopädischer Schuhe und Einlagen beschäftigte.

## Funktionen in der Standesvertretung
Er war im gewerblichen Organisationsleben tätig, leitete zwischen 1934 und 1938 die Wiener Schuhmacherinnung und gründete 1934 die Produktivgenossenschaft der Schuhmacher Wiens. 1938 saß er aus politischen Gründen in Haft. 1949 wurde ihm der Berufstitel Kommerzialrat verliehen.

## Politische Funktionen
Lakowitsch engagierte sich nach dem Zweiten Weltkrieg in der Politik.
Er gehörte zwischen 19. Dezember 1945 und 18. März 1953 dem Nationalrat an und war zwischen 29. Mai 1953 und 28. September 1953 Mitglied des Bundesrates.
Nach dem Rückzug von Ernst Robetschek aus der Wiener Landesregierung wechselte Lakowitsch am 2. Oktober 1953 auf dessen Posten als Amtsführender Stadtrat für Baubehördliche und sonstige technische Angelegenheiten und übte dieses Amt bis zum 24. April 1964 aus. Dabei gehörte er den Landesregierungen Jonas I, II und III an. Zudem war er zwischen 10. Dezember 1954 und 11. Dezember 1964 Abgeordneter zum Wiener Landtag und Mitglied des Wiener Gemeinderates. Am 15. Dezember 1959 wurde zum Landeshauptmann-Stellvertreter Wiens gewählt und bekleidete dieses Amt bis zum 24. April 1964. An diesem Tag legte er auch sein Amt als Stadtrat zurück.

## Funktionen in der Wirtschaftskammer
Lakowitsch war Kurator des Wirtschaftsförderungsinstitutes der Bundeskammer der gewerblichen Wirtschaft und zwischen 1954 und 1970 Präsident der Kammer der gewerblichen Wirtschaft für Wien.

## Funktionen im gewerblichen Genossenschaftswesen Österreichs
Erste Berührungspunkte mit dem gewerblichen Genossenschaftswesen ergaben sich während seiner Tätigkeit in der Standesvertretung seines Berufes, wo er 1926 den Zentralverband der Orthopädie-Schuhmacher Österreichs initiierte und 1934 die Produktivgenossenschaft „Schuhmacher Lago Wien“ gründete, um das Schuhmachergewerbe durch einen gemeinschaftlichen Geschäftsbetrieb mit öffentlichen Aufträgen zu versorgen. Für den Gründungskredit übernahm er seinerzeit die persönliche Haftung.
In den Jahren 1948 und 1949 verwaltete er die Metall-Lago, die Wagner- und Schmiede-Lago, die Sattler-Lago, die Tapezierer-Lago, die Schuhmacher-Lago und die Kürschner-Lago. Von 1948 bis 1953 war er Liquidator sämtlicher Sozialgewerke und ab 1963 Vorstandsmitglied der Kreditgenossenschaft für Gewerbetreibende.
Nach 1945 war er auch maßgeblich am erneuten Zusammenschluss des von der nationalsozialistischen Herrschaft in einen Donauländischen und Alpenländischen Verband zerschlagenen Österreichischen Genossenschaftsverbandes beteiligt und wurde 1946 zum Obmann des Vorstandes  des Österreichischen Genossenschaftsverbandes gewählt.
Diese Funktion nahm er bis 1961 ein und er übte seine leitende Funktion im gewerblichen Genossenschaftswesen nach der Umstrukturierung der Verbandsgremien als Präsident des Verbandsausschusses noch bis 1968 aus. 1969 wurde er zum Ehrenpräsidenten des ÖGV auf Lebenszeit mit Sitz und Stimme im Verbandsausschuss gewählt.
1946 wurde er zunächst zum öffentlichen Verwalter der damaligen Österreichischen Zentralgenossenschaftskasse (heute ÖVAG), der Spitzengeldorganisation der Volksbanken, bestellt und wurde dort zunächst in den Vorstand und später in den Aufsichtsrat sowie als Präsident des Aufsichtsrates gewählt.

## Auszeichnungen
- Verleihung des Berufstitels Kommerzialrat
- Großes Goldenes Ehrenzeichen mit dem Stern für Verdienste um die Republik Österreich
- Schulze-Delitzsch-Gedenkmünze in Gold des Deutschen Genossenschaftsverbandes (1958)
- Bürger ehrenhalber der Stadt Wien (16. Februar 1962)
- Großes Goldenes Ehrenzeichen des Österreichischen Genossenschaftsverbandes (1962)
- Ehrensenator der Wiener Universität (1966), der Technischen Hochschule Wien und der Hochschule für Welthandel